# Ponte de la Canonica

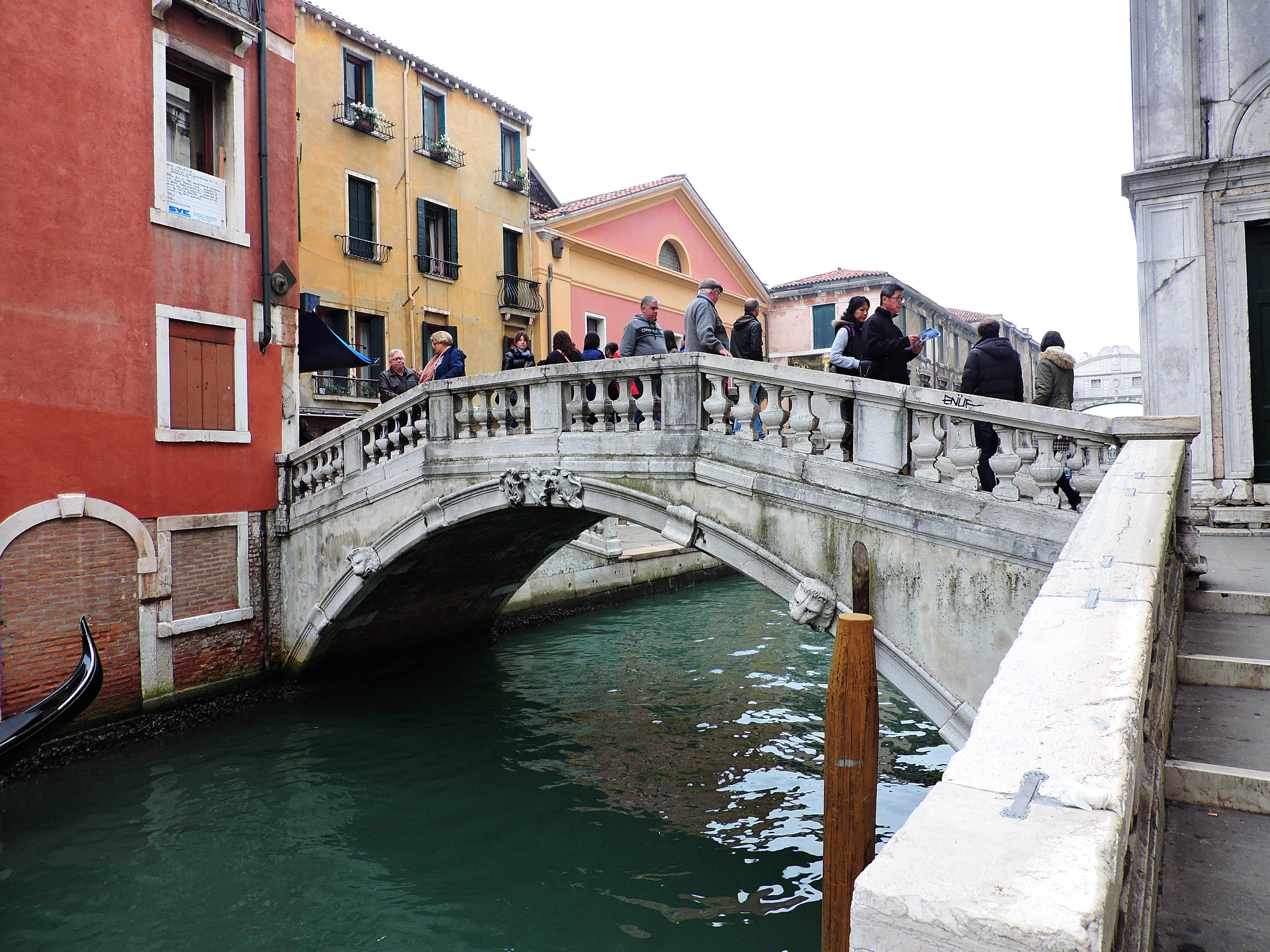
Die Ponte de la Canonica mit dem Rio de Palazzo

Die Ponte de la Canonica, auch Ponte della Canonica oder Ponte di Canonica, ist eine Segmentbogenbrücke in Venedig. Sie zählt zu den ältesten Steinbrücken der Stadt.

## Lage
Die Brücke liegt östlich des Markusplatzes und der angrenzenden Piazzetta dei Leoni oder Leoncini an der Hinterseite des Patriarchenpalastes. Sie überbrückt den Kanal Rio de Palazzo – auch Rio de Canonica – und verbindet die Sestieri San Marco und Castello. Von der Ponte de la Canonica ist in Richtung Süden die Nordseite der südlich gelegenen Seufzerbrücke, die Ostseite des Dogenpalastes und die Südseite der Prigioni nuove zu sehen. An der Nordostseite liegt der Palazzo Trevisan Cappello mit der privaten Zugangsbrücke Ponte Cappello. Die Ponte de la Canonica ist neben der Ponte della Paglia an der Riva degli Schiavoni eine der wenigen öffentlich zugänglichen Stellen, von denen die Seufzerbrücke zu sehen ist und dementsprechend vielbesucht.

## Beschreibung und Geschichte

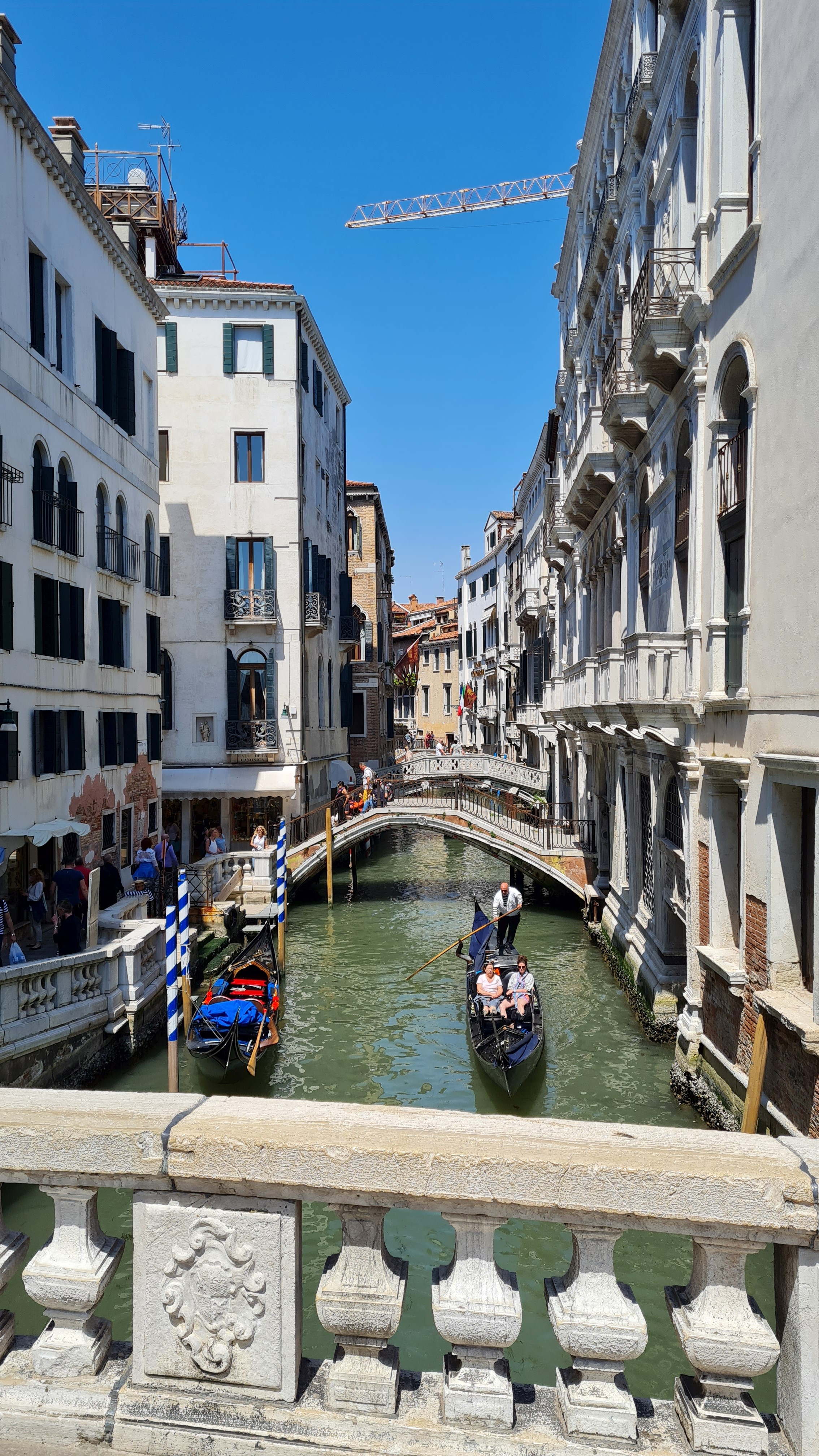
Blickrichtung Norden mit der Ponte Cappello und Ponte dei Consorzi, rechts der Palazzo Trevisan Cappello

Die Segmentbogenbrücke besteht aus istrischem Stein, der auf einer Struktur aus Mauerziegeln aufliegt. Ebenfalls aus istrischem Stein ist die Balustrade, an deren nördlicher Innenseite sich ein Wappen befindet. Drei weitere Wappen der Provveditori der Stadt sind an der Nordseite der Brücke am oberen Rand des Brückenbogens angebracht, seitlich darunter zwei Maskaronen.
Benannt ist sie nach den Gebäuden, die an der Hinterseite des Markusdoms als Wohnhäuser des Klerus dienten. Sie waren unter dem Dogen Sebastiano Ziani (1172–1178) der Kirche zur Verfügung gestellt worden. Der Gebäudeblock wurde mehrmals abgerissen und neu errichtet. Der letzte Neubau wurde 1635 vollendet. Die westliche Zugangsrampe an den Fondamenta de la Canonica verläuft entlang der Ostseite des Neubaus. Eine Tür am Ende der Rampe führt in einen Innenhof, der an den Dogenpalast und den Markusdom grenzt.
Uneinigkeit besteht allerdings über die Entstehungszeit der Ponte de la Canonica. Nach einigen Geschichtsschreibern könnte sie bereits 864 nach der Ermordung des Dogen Pietro Tradonico errichtet worden sein. Die Mehrzahl bringt den Bau aber mit dem Tod des Dogen Vitale Michiel II. in Verbindung, der zu Ostern 1172 auf dem Weg vom Dogenpalast zur Kirche San Zaccaria in der Calle delle Rasse bei der Riva degli Schiavoni ermordet worden war. Mit der Brücke wurde ein sicherer Zugang von der Hinterseite des Dogenpalastes in den Stadtteil Castello geschaffen. Die Ponte de la Canonica zählt damit zu den ältesten Steinbrücken Venedigs. Sie wurde zuletzt 1755 nach den Plänen von Antonio Mazzoni neu gestaltet.

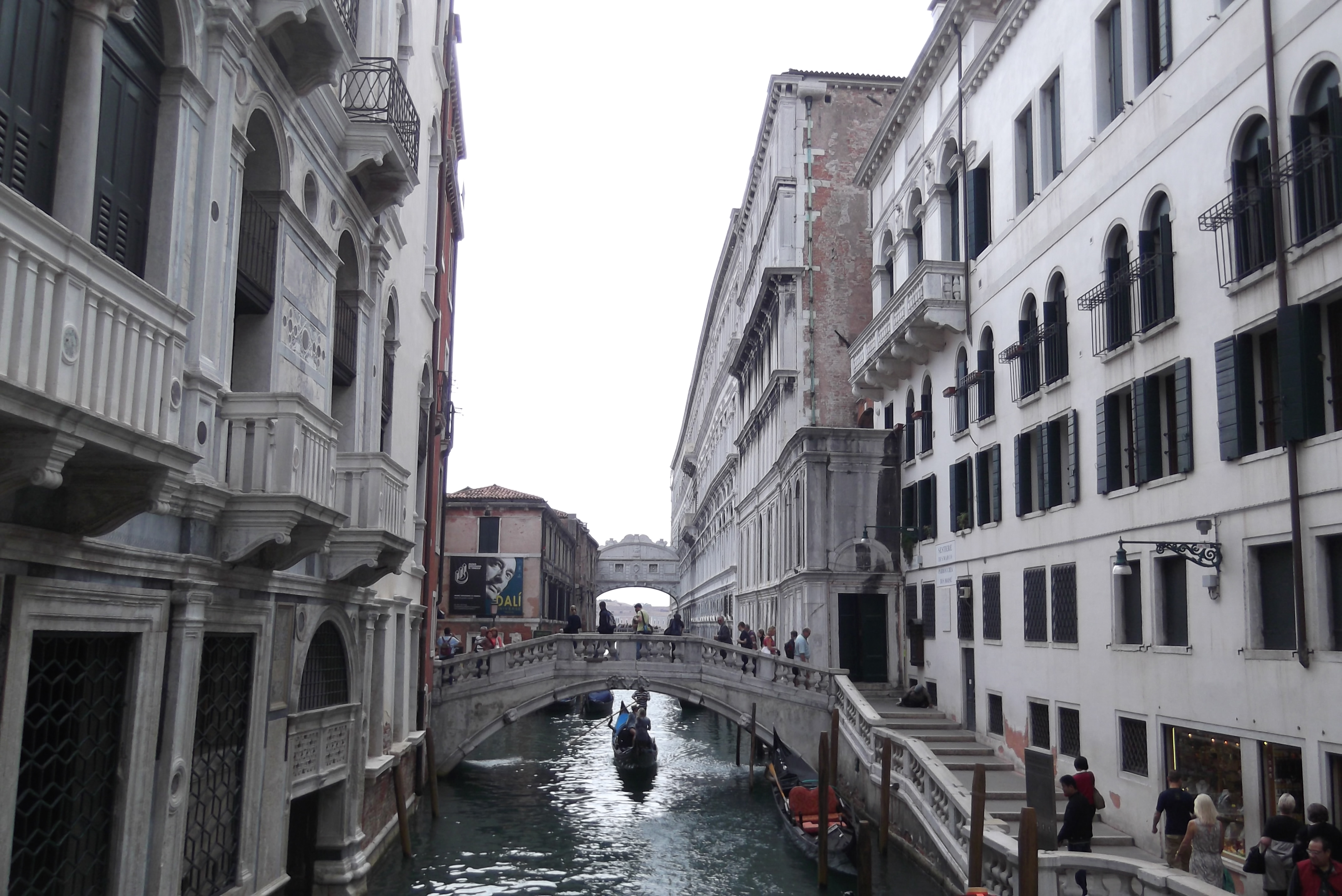
Südseite der Brücke, rechts die Fondamenta de la Canonica, links der Palazzo Trevisan Cappello. Im Hintergrund die Seufzerbrücke